# L'infinit dins d'un jonc
L'infinit dins d'un jonc, amb el subtítol La invenció dels llibres al món antic, en castellà i originalment El Infinito en un junco: la invención de los libros en el mundo antiguo és un assaig de l'escriptora Irene Vallejo Moreu publicat originalment en castellà per l'editorial Siruela el 2019 i, posteriorment, el 2020 en català per l'editorial Columna i Edicions 62, amb traducció de Núria Parés Sellarès.
L'assaig tracta d'una aventura centrada en Grècia i Roma, que esdevé una exaltació de la història dels llibres, a l'oralitat, als llibreters i bibliotecaris, als lectors de totes les èpoques i a la gent que ha salvat els llibres, tot plegat, narrat com si es tractés d'una aventura. L’infinit dins d'un jonc proposa un viatge on els protagonistes són els llibres. Destaca la part dedicada a l'emmagatzematge, entre les quatre parets del recinte d'una biblioteca, creada al segle iii aC, on 700.000 volums manuscrits van recopilar el coneixement, congregar el saber i les ficcions de l'antiguitat per impedir-ne la dispersió i la pèrdua: la gran biblioteca d'Alexandria, que va ser destruïda pel foc l'any 48 aC. Mai abans hi havia hagut un projecte de traducció tan gran. A partir de llavors, traduir d'altres llengües es va convertir en essencial de cara a intercanviar la creativitat i eixamplar les fronteres de la mateixa cultura.
Un dels aspectes singulars de L’infinit dins d'un jonc, en comparació a altres assajos de divulgació sobre el llibre, com per exemple Una història de la lectura d'Alberto Manguel, és la reivindicació del paper de la dona en la transmissió de cultura. Durant l'Antiguitat, les dones ho tingueren molt difícil per escriure, perquè l'escriptura era una manifestació de poder, que els homes es reservaven, mentre que l'oralitat era el territori de les dones. Les dones cantaven cançons i narraven en veu alta.
El 20 de setembre del 2023, un dia abans de l'aparició de l'edició en castellà, es va publicar la versió gràfica en català, il·lustrada per Tyto Alba (Badalona, 1975), editada també per Columna i Edicions 62